# Toma (televizijska serija)
Toma je srbijanska biografska televizijska serija o pjevaču Tomi Zdravkoviću nastala 2023. godine. Autori serije su Željko Joksimović, Dragan Bjelogrlić, Bane Obradović, za režiju su zaslužni Bjelogrlić, Đorđe Vojvodić i Zoran Lisinac Nastala je kao nastavak na istoimeni film iz 2021. godine s vrlo sličnom glumačkom postavom. Serija je premijerno prikazana 23. prosinca 2023. na kanalu Superstar TV, a od 30. travnja 2024. u Hrvatskoj na RTL-u, i 24 sata ranije na streaming platformi Voyo, gdje se prikazala u 9 epizoda naspram izvornih 8.

## Radnja
Radnja priče počinje u trenutku kada stari, cijenjeni umirovljeni liječnik, koji se nedavno preselio iz ogromnog stana u središtu grada na splav na Savi, gdje živi kao vuk samotnjak, otuđen od ljudi i rodbine nakon smrti supruge, odlazi u grad studentima medicine održati predavanje na temu liječničke etike i odnosa prema pacijentu. No, umjesto da progovori iz svog iskustva i kaže nekoliko riječi o svojim pogledima i shvaćanju problema, on studentima pušta glazbu Tome Zdravkovića, tjerajući ih da slušaju riječi koje pjeva i priče koje priča. Tada počinje priča o Tomu i njemu, Doktoru.
Serija priča paralelno dvije priče, tj. radnje. Prva se zbiva 1991. kada započinje Zdravkovićevo liječenje i prijateljstvo s doktorom, dok druga gledatelje vodi u Zdravkovićevo djetinjstvo u Pečenjevce, opisuje poznanstvo sa Silvanom Armenulić, prati Zdravkovićevu zvjezdanu karijeru, vrhunac slave, ali i trenutke kada je dodirnuo dno života.

## Uloge
- Milan Marić kao Toma Zdravković
- Tamara Dragičević kao Silvana Armenulić
- Petar Benčina kao dr. Aleksa Hadžipopović
- Andrija Kuzmanović kao menadžer Dragan Drda
- Sanja Marković kao Gordana Zdravković
- Milan Kolak kao Novica Zdravković
- Ivan Zekić kao Predrag Živković Tozovac
- Olivera Bacić kao Lepa Lukić
- Nebojša Cile Ilić kao Predrag Gojković Cune
- Đorđe Stojković kao Kemal Monteno
- Filip Hajduković kao Davorin Popović
- Radomir Nikolić kao Zoran Radmilović
- Marko Janketić kao Miroslav Antić